# Stade Germano Krüger
Le Stade Germano Krüger (en portugais : Estádio Germano Krüger), auparavant connu sous le nom de Stade du Dr. Bento Munhoz da Rocha Neto (en portugais : Estádio Dr. Bento Munhoz da Rocha Neto), est un stade de football brésilien situé dans la ville de Ponta Grossa, dans l'État du Paraná.
Le stade, doté de 10 632 places et inauguré en 1941, sert d'enceinte à domicile à l'équipe de football de l'Operário Ferroviário Esporte Clube.
Le stade porte le nom de Germano Krüger, ingénieur allemand et président de l'Operário Ferroviário, également à l'origine de la construction du stade.

## Histoire
Germano Ewaldo Krüger arrive d'Allemagne au Brésil dans les années 1920, pour diriger les ateliers de réparation de locomotives, voitures et wagons de Ponta Grossa. Il se montre féru de football tous comme les employés des chemins de fer de la ville (les travailleurs de l'entreprise ayant d'ailleurs créé l'Operário Ferroviário Esporte Clube quelques années plus tôt en 1912).
Le club jouait alors sur un terrain situé aujourd'hui à l'emplacement du Cine Teatro Pax. Mais à cause d'un projet de construction de maisons pour les ouvriers de l'entreprise, le club doit se trouver un autre terrain de jeu, avec une tribune.
Germano Krüger se charge alors de trouver une zone pour construire un terrain de jeu au club. Une fois le terrain trouvé, la construction du nouveau stade débute à la mi-1939.
Il est dit que de nombreux ouvriers au chômage réfusèrent de participer à la construction du stade sous prétexte d'être supporters d'équipes rivales de l'Operário Ferroviário (comme l'Olinda EC, l'UCA ou encore le Guarani EC).
La construction avec des gradins en bois s'achève en 1941, le stade prenant alors le nom de Stade du Dr. Bento Munhoz da Rocha Neto.
Il est inauguré le 12 octobre 1941 lors d'une victoire 6-1 des locaux de l'Operário Ferroviário contre l'UCA.
Le record d'affluence au stade est de 18 562 spectateurs, lors d'une défaite 3-2 de l'Operário Ferroviário contre le Coritiba FC le 13 avril 1975.
Vers le milieu des années 1970, le stade est renommé en l'honneur de Germano Krüger.
Sous la direction du président du club Antônio Luiz Mikulis et du maire de la ville Luiz Carlos Zuk, les virages sont inaugurés en 1979.
Le 11 septembre 2020, le stade cesse d'être un stade municipal et devient la propriété du club de l'Operário Ferroviário.

## Galerie

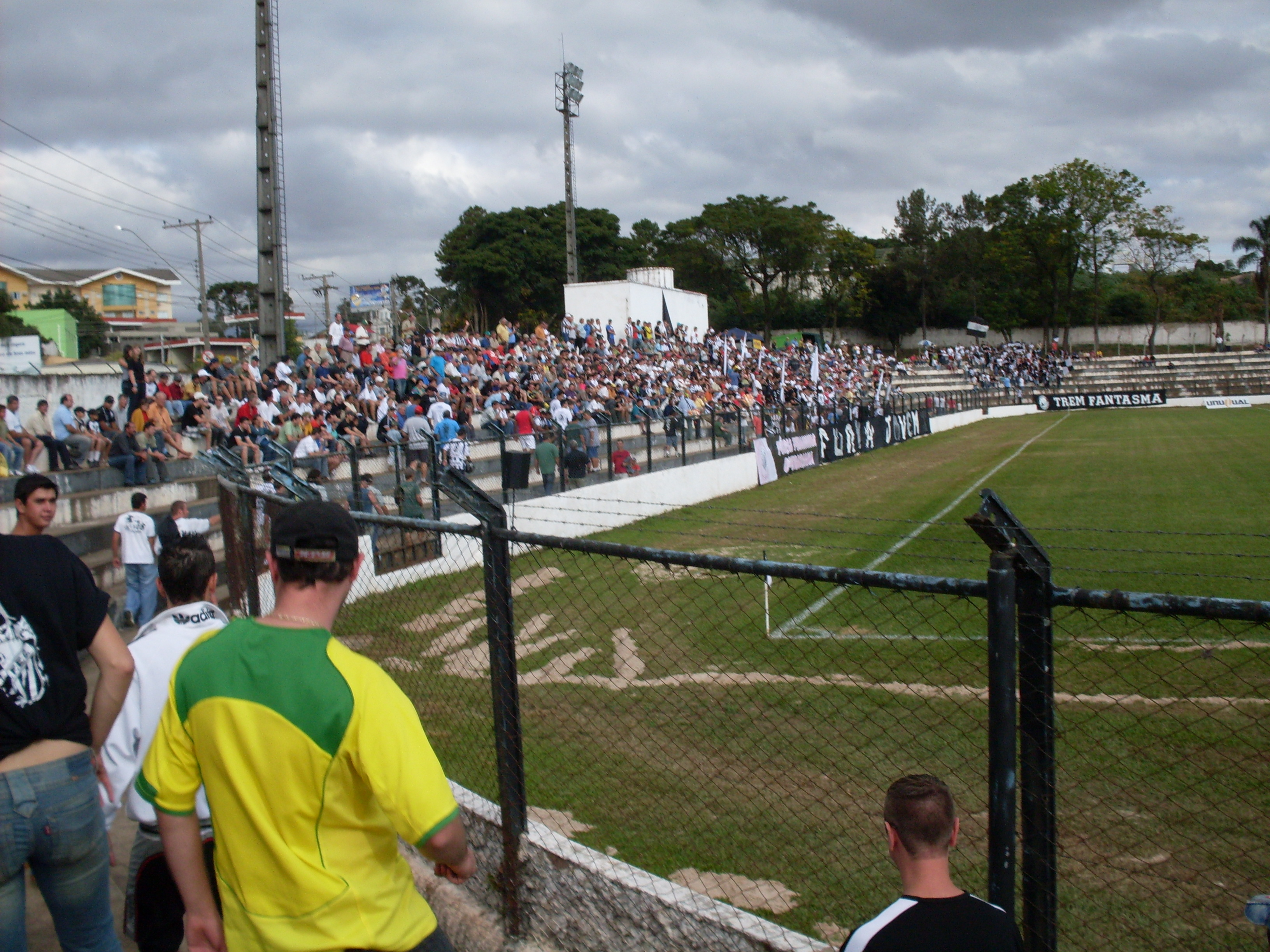
Vue du stade depuis les tribunes